# 旅游银行
旅游银行（ReiseBank AG）是德国一家主要负责外汇交易，贵金属和旅行支付业务（包括旅行支票）的专业银行，其总部设在法兰克福。它是DZ银行的全资子公司，也是合作金融集团的成员。

## 历史

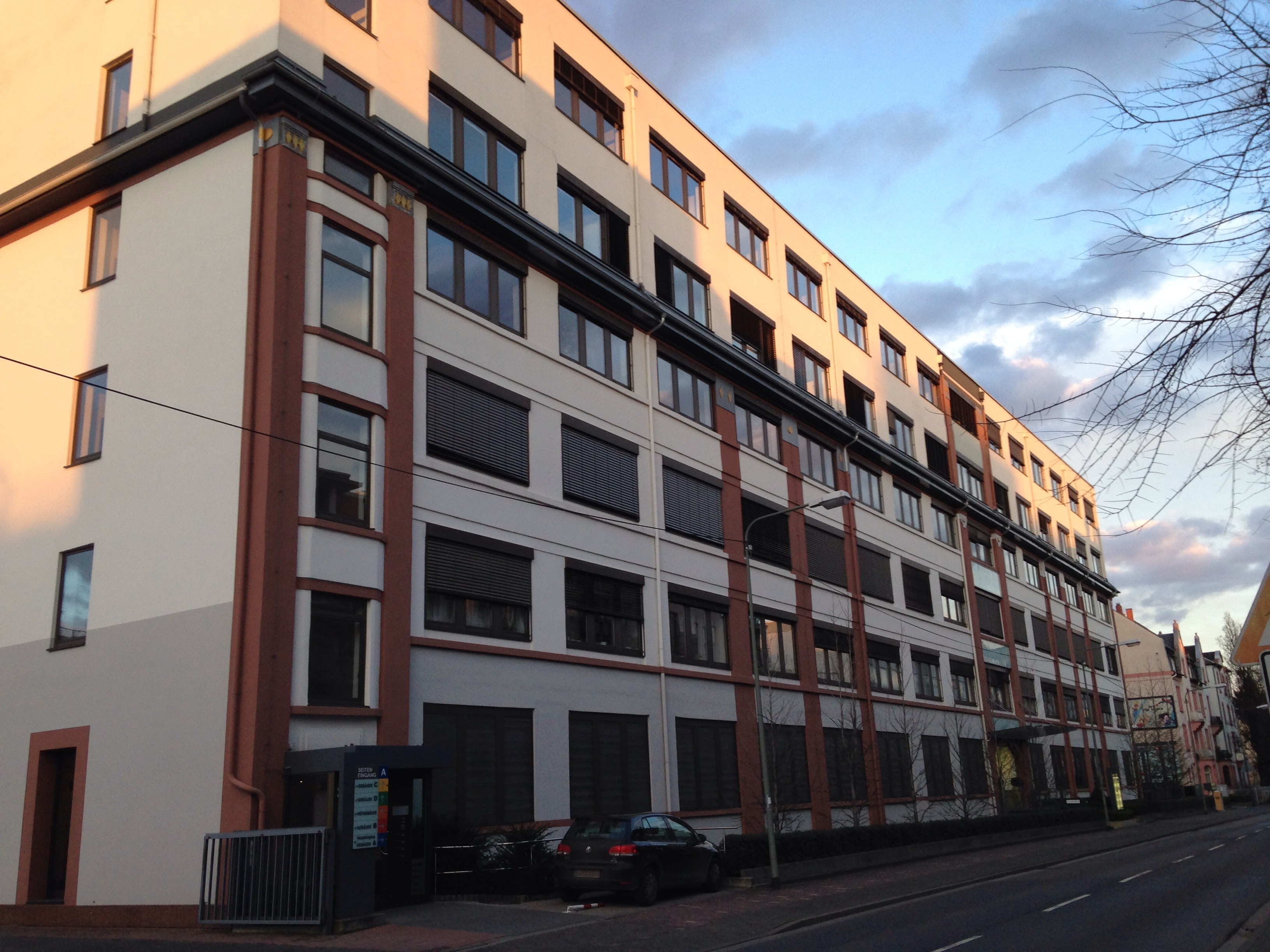
法兰克福总部

1996年，旅游银行是从当时的德国信贷银行（Deutsche Verkehrs-Kredit-Bank, DVB）外币交易业务外包分拆而创建的。DVB的钱币兑换店原来主要存在于较大的火车站内，因此也转化为银行的分行。作为德国信贷银行（DVB）及其子公司重组的一部分，自2004年1月1日起，旅游银行被出售给DZ银行，从而加入了超过1200家合作银行的合作金融网络。
截至2014年12月31日，旅游银行在机场，火车站，长途汽车总站，边境口岸和市区设有93个办事处和300台自动柜员机。

## 商业
除了自己的业务之外，旅游银行还为其他商业银行，尤其是合作银行提供货币，贵金属和旅行支票。作为西联的代理机构和合作伙伴，国际现金转移和ATM也是其重要的业务领域。在2007年，已考虑向其他人提供ATM服务。自2005年以来，该行在Toll Collect公司提供收费站收取业务。因此，旅游银行并不是一家拥有借贷和存款业务的经典银行，而是银行中的一家特殊服务提供商。自2012年2月起，旅游银行还提供了自己的可储值万事达卡，可在出示身份证件或护照后直接在任何分支机构购买和使用。自2014年1月起，旅游银行提供了在网上商店购买贵金属，旅行现金和旅行支票的机会。